# Biker Build-off
Biker Build-off is een televisieprogramma gemaakt en uitgezonden door de Amerikaanse zender Discovery Channel. In de show worden twee motorbouwers gevolgd tijdens de bouw van een speciale motor.

## Geschiedenis
Toen het programma van start ging was het de bedoeling dat het om een enkele uitzending zou gaan. Bij deze eerste uitzending, op 28 september 2002, heette het programma nog "The Great Biker Build-off". Nadat deze uitzending groot succes had werd besloten meerdere uitzendingen te maken. Uiteindelijk leidde dit tot meerdere volwaardige seizoenen van de show. In 2005 werd de naam aangepast naar de huidige titel; Biker Build-off.

## Format
Twee Amerikaanse motorbouwers, vaak met zeer verschillende stijlen, moeten in een relatief kort tijdsbestek van tien dagen een motor bouwen. Vervolgens is het aan het publiek om te beslissen wie het het beste heeft gedaan.

## Regels
1. Elke deelnemer heeft tien dagen de tijd om een werkende "custom" motorfiets te bedenken en in elkaar te zetten.
2. Na voltooiing van de motoren worden deze naar een vooraf overeengekomen neutrale locatie gereden.
3. Nadat de twee deelnemers elkaar hebben ontmoet wordt bekend naar welke motorshow gereden zal worden.
4. Op de motorshow worden de motoren tentoongesteld en een stemming door het aanwezige publiek zal uitwijzen wie de winnaar is.